# Holkje van der Veer
Holkje Berber van der Veer O.P. (Amsterdam, 14 oktober 1960 – Nijmegen, 6 juni 2022) was een Nederlands agoge, theologe en schrijfster.

## Levensloop

### Jeugd en opleiding
Van der Veer werd geboren met het marfansyndroom en groeide op in Amsterdam. Haar ouders waren beide doopsgezind. Als kind ging zij naar de montessorischool. In 1978 deed zij haar belijdenis bij de Doopsgezinde gemeente en liet zich daar dopen. In 1980 werd ze in Nijmegen geopereerd aan een scoliose. Na een lange tijd te hebben gerevalideerd verhuisde zij naar Zwolle. Ze ging hier naar de MBO en vervolgens naar Kampen waar zij HBO Cultureel werk en Agogisch Kerkelijk Werk studeerde. Hierna volgde zij nog een lerarenopleiding aan het Windesheim in Zwolle en studeerde aansluitend theologie aan de Katholieke Theologische Universiteit in Utrecht.

### Loopbaan
Van der Veer ging in 1986 stage lopen bij de Dominicanenklooster in Zwolle. In 1992 bekeerde zij zich tot het katholicisme en trad in 1996 toe als dominicanes bij de congregatie van Zusters Dominicanessen van de Heilige Familie in Neerbosch. In 2010 verhuisde zij naar Nijmegen vanwege haar verslechterde gezondheid en begeleidde ze bezinningsdagen in het Dominicanenklooster in Huissen. Op tv was zij meerdere keren te zien in het programma Bidden in Stilte van de RKK. Ook was zij bestuurslid van het "Netwerk Katholieke Vrouwen" en redactielid van het tijdschrift Open Deur.

### Overlijden
Van der Veer overleed op 6 juni 2022 op 61-jarige leeftijd in een ziekenhuis in haar woonplaats Nijmegen, na een aantal dagen daarvoor opgenomen te zijn met hartklachten.

## Publicaties
- (2013) Verlangen als antwoord
- (2016) Veerkracht
- (2019) Drijf-veer De angst voorbij

- Gemeinsame Normdatei: 1101591080
- International Standard Name Identifier: 0000 0004 2331 5419
- Nederlandse Thesaurus van Auteursnamen: 369464052
- Virtual International Authority File: 305832768